# Milan Nový
Temple de la renommée de l'IIHF : 2012
Temple de la renommée du hockey tchèque :
Milan Nový (né le 26 septembre 1951 à Kamenne Zehrovice en Tchécoslovaquie) est un joueur de hockey sur glace.

## Carrière de joueur
Joueur tchèque ayant connu une carrière internationale extrêmement prolifique. Il remporta au cours de sa carrière : 7 médailles au Championnat du monde (2 d'or, 4 d'argent et 1 de bronze), 1 médaille olympique en 1976 (d'argent) en plus de remporter 2 médailles lors de la Coupe Canada (1 d'argent et 1 de bronze). De plus, son équipe terminera le tournoi olympique de 1980 en 5e position.
En club, il remporta à trois reprises la Crosse d'Or tchécoslovaque remis au meilleur joueur de son pays. Il fit une brève incursion en Amérique du Nord, s'alignant une saison avec les Capitals de Washington en 1982-1983. Il retourna la saison suivante en Europe, jouant en Suisse et en Autriche avant de retourner en Tchécoslovaquie pour y jouer ses trois dernières saisons.

## Statistiques

### En club
| Saison     | Équipe                          | Ligue      |    | Saison régulière | Saison régulière | Saison régulière | Saison régulière | Saison régulière |    | Séries éliminatoires | Séries éliminatoires | Séries éliminatoires | Séries éliminatoires | Séries éliminatoires |
| Saison     | Équipe                          | Ligue      | PJ | B                | A                | Pts              | Pun              | PJ               | B  | A                    | Pts                  | Pun                  |                      |                      |
| 1971-1972  | Sokol Kladno                    | 1. liga    | 36 | 19               | 14               | 33               | -                | -                | -  | -                    | -                    | -                    |                      |                      |
| 1972-1973  | HC Dukla Jihlava                | 1. liga    | 40 | 39               | 17               | 56               | 18               | -                | -  | -                    | -                    | -                    |                      |                      |
| 1973-1974  | HC Dukla Jihlava                | 1. liga    | 44 | 34               | 23               | 57               | 18               | -                | -  | -                    | -                    | -                    |                      |                      |
| 1974-1975  | Sokol Kladno                    | 1. liga    | 40 | 46               | 22               | 68               | 38               | -                | -  | -                    | -                    | -                    |                      |                      |
| 1975-1976  | Sokol Kladno                    | 1. liga    | 32 | 32               | 25               | 57               | 17               | -                | -  | -                    | -                    | -                    |                      |                      |
| 1976-1977  | Poldi SONP Kladno               | 1. liga    | 44 | 59               | 31               | 90               | -                | -                | -  | -                    | -                    | -                    |                      |                      |
| 1977-1978  | Poldi SONP Kladno               | 1. liga    | 44 | 40               | 35               | 75               | 64               | -                | -  | -                    | -                    | -                    |                      |                      |
| 1978-1979  | Poldi SONP Kladno               | 1. liga    | 22 | 24               | 15               | 39               | 4                | 22               | 9  | 8                    | 17                   | -                    |                      |                      |
| 1979-1980  | Poldi SONP Kladno               | 1. liga    | 44 | 36               | 30               | 66               | 20               | -                | -  | -                    | -                    | -                    |                      |                      |
| 1980-1981  | Poldi SONP Kladno               | 1. liga    | 16 | 19               | 42               | 61               | 12               | 28               | 13 | 6                    | 19                   | -                    |                      |                      |
| 1981-1982  | Poldi SONP Kladno               | 1. liga    | 44 | 29               | 38               | 67               | 40               | -                | -  | -                    | -                    | -                    |                      |                      |
| 1982-1983  | Capitals de Washington          | LNH        | 73 | 18               | 30               | 48               | 16               | 2                | 0  | 0                    | 0                    | 0                    |                      |                      |
| 1983-1984  | équipe nationale tchécoslovaque | Intl.      | 35 | 19               | 8                | 27               | 25               | -                | -  | -                    | -                    | -                    |                      |                      |
| 1983-1984  | ZSC Lions                       | LNA        | 38 | 31               | 23               | 54               | -                | -                | -  | -                    | -                    | -                    |                      |                      |
| 1984-1985  | ZSC Lions                       | LNB        | 40 | 40               | 44               | 84               | -                | -                | -  | -                    | -                    | -                    |                      |                      |
| 1985-1986  | Wiener EV                       | ÖEL        | 40 | 31               | 50               | 81               | 16               | -                | -  | -                    | -                    | -                    |                      |                      |
| 1986-1987  | Poldi SONP Kladno               | 2. liga    |    |                  |                  |                  |                  |                  |    |                      |                      |                      |                      |                      |
| 1987-1988  | Poldi SONP Kladno               | 1. liga    | 47 | 24               | 29               | 53               | 10               | -                | -  | -                    | -                    | -                    |                      |                      |
| 1988-1989  | Poldi SONP Kladno               | 1. liga    | 40 | 15               | 19               | 34               | 2                | -                | -  | -                    | -                    | -                    |                      |                      |
| Totaux LNH | Totaux LNH                      | Totaux LNH | 73 | 18               | 30               | 48               | 16               | 2                | 0  | 0                    | 0                    | 0                    |                      |                      |

### En équipe nationale
| Année | Équipe          | Compétition          |    | PJ | B | A  | Pts | Pun                |  | Résultat |
| 1975  | Tchécoslovaquie | Championnat du monde | 10 | 4  | 4 | 8  | 4   | Médaille d'argent  |  |          |
| 1976  | Tchécoslovaquie | Jeux olympiques      | 5  | 5  | 0 | 5  | 0   | Médaille d'argent  |  |          |
| 1976  | Tchécoslovaquie | Championnat du monde | 10 | 9  | 6 | 15 | 4   | Médaille d'or      |  |          |
| 1976  | Tchécoslovaquie | Coupe Canada         | 7  | 5  | 3 | 8  | 2   | Médaille d'argent  |  |          |
| 1977  | Tchécoslovaquie | Championnat du monde | 10 | 7  | 9 | 16 | 2   | Médaille d'or      |  |          |
| 1978  | Tchécoslovaquie | Championnat du monde | 9  | 4  | 1 | 5  | 2   | Médaille d'argent  |  |          |
| 1979  | Tchécoslovaquie | Championnat du monde | 5  | 0  | 2 | 2  | 4   | Médaille d'argent  |  |          |
| 1980  | Tchécoslovaquie | Jeux olympiques      | 6  | 7  | 8 | 15 | 0   | 5e position        |  |          |
| 1981  | Tchécoslovaquie | Championnat du monde | 8  | 6  | 2 | 8  | 2   | Médaille de bronze |  |          |
| 1981  | Tchécoslovaquie | Coupe Canada         | 6  | 1  | 2 | 3  | 7   | Médaille de bronze |  |          |
| 1982  | Tchécoslovaquie | Championnat du monde | 10 | 3  | 1 | 4  | 6   | Médaille d'argent  |  |          |

## Trophées et honneurs personnels
- Championnat du monde
  - 1976 : nommé dans l'équipe d'étoiles
- Coupe Canada
  - 1976 : nommé dans l'équipe d'étoiles
- Championnat tchécoslovaque
  - 1977, 1981 et 1982 : gagna la Crosse d'Or tchécoslovaque